# Boris Akimow
Boris Borisowicz Akimow (ros. Борис Борисович Акимов; ur. 25 czerwca 1946) – radziecki i rosyjski choreograf oraz tancerz.
Boris Akimow urodził się w Wiedniu, 25 czerwca 1946 roku. W 1965 roku ukończył Moskiewską Szkołę Choreografii (obecnie Moskiewska Państwowa Akademia Choreografii). Doskonalił się pod kierunkiem znanego tancerza i nauczyciela Aleksieja Jermołajewa.

## Nagrody i odznaczenia
- Zasłużony Artysta RFSRR (1976)
- Ludowy Artysta RFSRR (1976)
- Ludowy Artysta ZSRR (1989)
- Order Znak Honoru (1980)
- Order Honoru (Rosja) (2001)
- Order Przyjaźni (Rosja) (2005)

Źródło